# ثماني وجوه منتظم
في الهندسة، ثماني الوجوه المنتظم هو مجسم أفلاطوني يتكون من ثمانية مثلثات متساوية الأضلاع، أربعة منها تلتقي في كل رأس. توجد ثمانيات الوجوه المنتظمة في الطبيعة على شكل هياكل بلورية. وبشكل أعم، يمكن أن يكون ثماني الوجوه أي متعدد وجوه ذي ثمانية جوانب؛ كما توجد أيضًا أنواع عديدة من ثمانيات الوجوه غير المنتظمة.
ثماني الوجوه المنتظم هو شكل محدب، مما يعني أن أي نقطتين داخله، فإن القطعة المستقيمة التي تربط بينهما تقع بالكامل داخله. إنه أحد دلتاويات الوجوه المحدبة الثمانية لأن جميع وجوهه مثلثات متساوية الأضلاع. وهو متعدد وجوه مؤلف يتكون من ربط هرمين مربعين متساويي الحروف. متعدد الوجوه الثِّنْوِيّ الخاص به هو المكعب، ولهما نفس زمر التناظر الثلاثية الأبعاد، التناظر الثماني الوجوه {\displaystyle \mathrm {O} _{\mathrm {h} }}.
ثماني الوجوه المنتظم هو حالة خاصة من ثماني الوجوه، أي متعدد وجوه ذو ثمانية جوانب. إنه الحالة الثلاثية الأبعاد للمفهوم الأكثر عمومية المسمى متعدد الأكناف التصالبي.

## باعتباره مجسمًا أفلاطونيًا
ثماني الوجوه المنتظم هو أحد المجسمات الأفلاطونية، وهي مجموعة من متعددات الوجوه التي تكون وجوهها مضلعاتٍ منتظمةٍ متطابقةٍ ويتلاقى نفس عدد الوجوه عند كل رأس. سُميت هذه المجموعة القديمة من متعددات الوجوه على اسم أفلاطون الذي ربط هذه المجسمات في بالطبيعة في حواره طيماوس. كان أحدها، ثماني الوجوه المنتظم، يمثل عنصر الهواء التقليدي.
بعد أن نسبها أفلاطون إلى الطبيعة، رسم يوهانس كبلر في كتابه تناغم العالم كل من المجسمات الأفلاطونية. وفي كتابه السر المقدس للكون، اقترح كبلر أيضًا المجموعة الشمسية باستخدام المجسمات الأفلاطونية ووضعها في شكل آخر وفصلها بستة كرات تشبه الكواكب الستة. تبدأ المجسمات المرتبة من الأعمق إلى الأبعد: ثماني الوجوه المنتظم، وعشروني الوجوه المنتظم، واثنا عشري الوجوه المنتظم ، ورباعي الوجوه المنتظم، والمكعب.
مثل ثنويه، فإن ثماني الوجوه المنتظم له ثلاث خصائص: أي وجهين، ورأسين، وحرفين تُحوَّل عن طريق الدوران والانعكاس تحت مدار التناظر، بحيث يظل المظهر دون تغيير؛ وهذه الخصائص هي تساوي الوجوه، وتساوي الرؤوس، وتساوي الحروف على الترتيب. ومن ثم، فإنه يعتبر متعدد وجوه منتظم. تحيط أربعة مثلثات بكل رأس، لذا فإن ثماني الوجوه المنتظم هو {\displaystyle 3.3.3.3} حسب تشكيلة الرأس أو {\displaystyle \{3,4\}} حسب رمز شليفلي.

## معرض صور

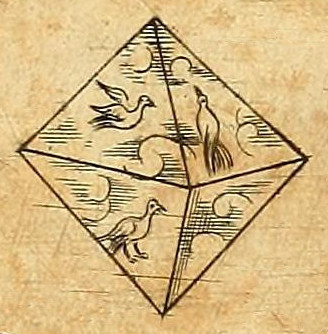
رسم تخطيطي لثماني وجوه منتظم رسمه يوهانس كبلر
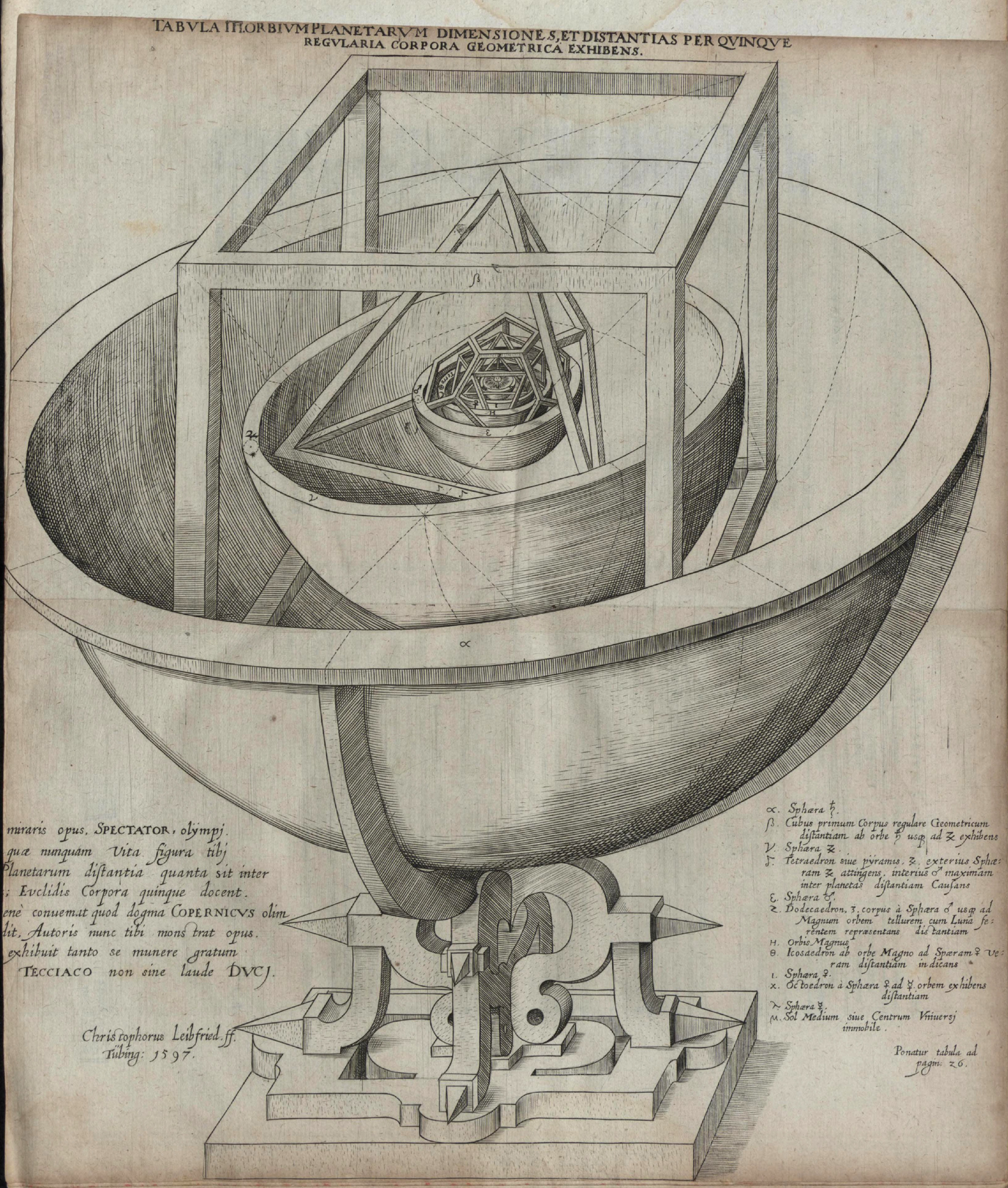
نموذج المجسمات الأفلاطونية للمجموعة الشمسية من وضع كبلر
ثنوي ثماني الوجوه هو المكعب